# Strategischer Lufttransportstützpunkt Termez

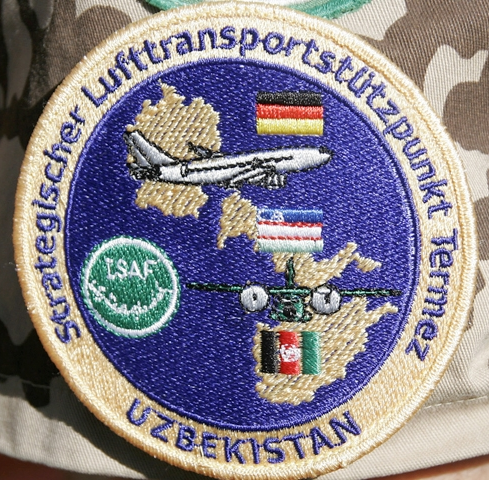
Ärmelabzeichen Luftwaffen-Transportstützpunkt Termez

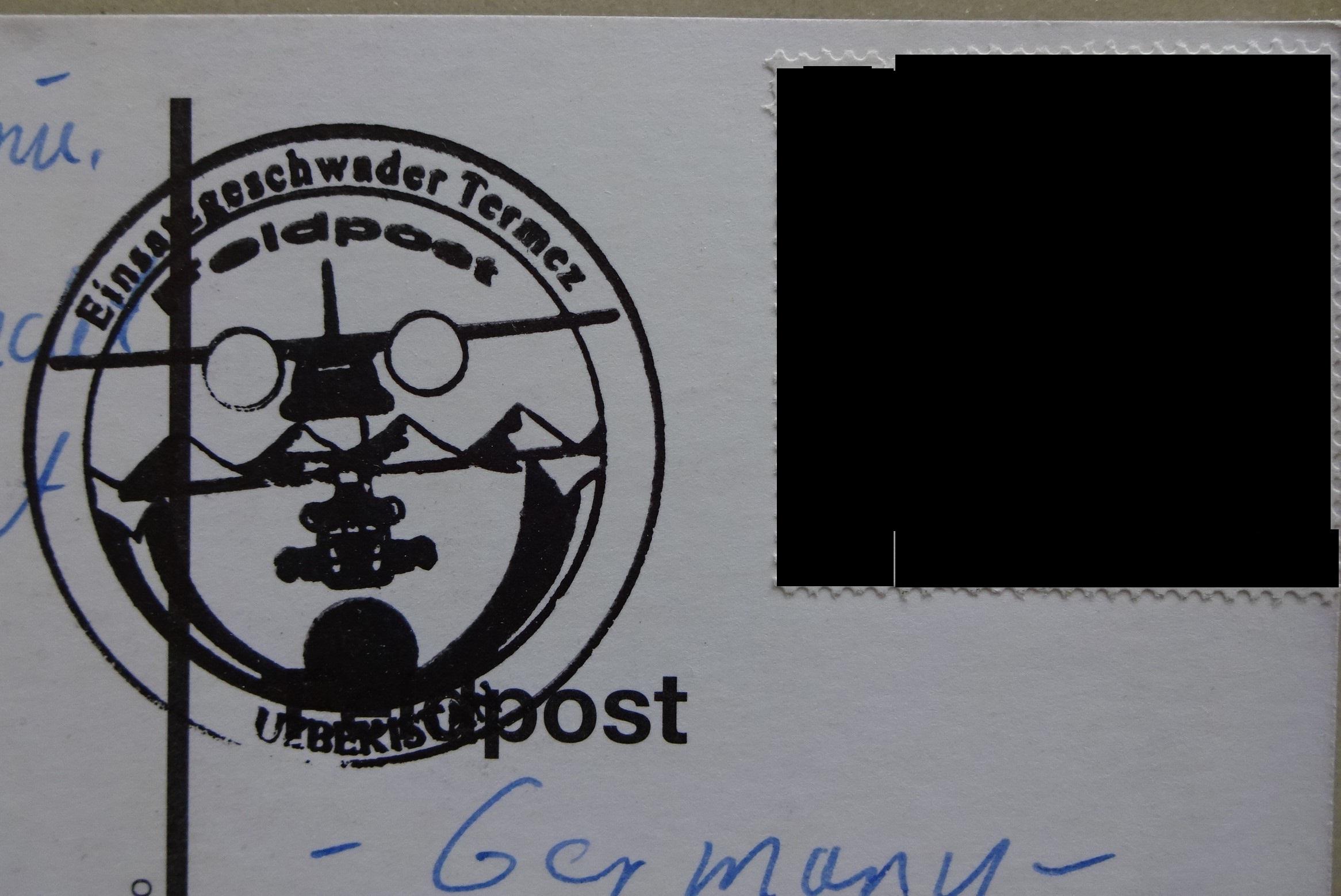
Feldpost Termez 2006

Der Strategische Lufttransportstützpunkt Termez (StratLTStp) der deutschen Bundeswehr befand sich von 18. Februar 2002 bis 20. Dezember 2015 in Termiz im Süden Usbekistans. Die Bundeswehr verwendet die russische Bezeichnung der Stadt – Termez.
Er unterstand bis Dezember 2014 dem Kommodore des Einsatzgeschwader Mazar-e Sharif, und von Januar bis Dezember 2015 dem Kommodore des Einsatzgeschwaders Resolute Support in Mazar-e Sharif in Afghanistan.
Unter ISAF-Mandat wurden in Termiz alle Truppentransporte für das deutsche ISAF-Kontingent abgewickelt (siehe auch: Bundeswehreinsatz in Afghanistan). Grund für diesen Stop-Over waren Sicherheitsaspekte: Da der Airbus A310 nicht mit Raketenabwehrsystemen ausgestattet war, erfolgte ein Wechsel auf entsprechend ausgerüstete Transall-C-160-Transportflugzeuge oder Sikorsky-CH-53-GS-Transporthubschrauber.
Unter dem neuen Mandat Resolute Support ab 2014 wurde durch den StratLTStp eine Reaktivierungsfähigkeit dargestellt, die gewährleistete innerhalb von sieben Tagen wieder eigenen Flugbetrieb aufnehmen zu können.
Im Oktober 2015 teilte die Bundeswehr mit, dass sie den Stützpunkt schließen werde und noch vorhandenes Personal und Material bis zum Jahresende zurückverlegen werde.
Bis Dezember 2015 fungierte Termez als „Safe Haven“, um im Notfall alle deutschen Soldaten schnell aus dem Einsatzgebiet in Afghanistan evakuieren zu können.
Am 20. Dezember 2015 wurde der Strategische Lufttransportstützpunkt vom letzten Kommandeur, Oberstleutnant Thomas Blätte, geschlossen.